# Paralelo 87 S
O Paralelo 87 S é um paralelo no 87° grau a sul do plano equatorial terrestre. Atravessa terras da Antártida..

## Dimensões
Conforme o sistema geodésico WGS 84, no nível de latitude 87° S, um grau de longitude equivale a 5,48 km; a extensão total do paralelo é portanto 2.105 km, cerca de 5,25% da extensão do Equador, da qual esse paralelo dista 9.667 km, distando 335 km do polo sul.

## Cruzamentos
Como todos paralelos ao sul do Paralelo 84 S, o paralelo 87 S passa totalmente sobre terras na Antártica.